# Amsoi
Amsoi is een Surinaamse groente, een soort reuzeraapstelen. Vanuit Afrika is deze mosterdkool in Suriname terechtgekomen. Amsoi is een eenjarige bladgroente met grote bladeren. Wanneer de amsoi doorgroeit, krijgt hij gele bloemen. Amsoi wordt ook weleens Indische mosterd genoemd. Het is geen kruid maar een groene plant die rauw of gestoofd wordt gegeten in veel oosterse keukens. Gestoofd heeft amsoi een iets krachtigere smaak dan spinazie, rauw is hij bijzonder pittig en fris.
Soi betekent 'groente' in het Chinees. Denk ook aan bijvoorbeeld paksoi.